# Wattasiden
De Wattasiden (Berbers: Iwaṭṭaṣen Arabisch: وطاسيون, waṭāsīyūn) of Ait Wattas (Berbers: Ait Waṭṭaṣ Arabisch: بنو الوطاس, banū al-waṭās) vormden de laatste Berberse dynastie van Marokko.

## Geschiedenis

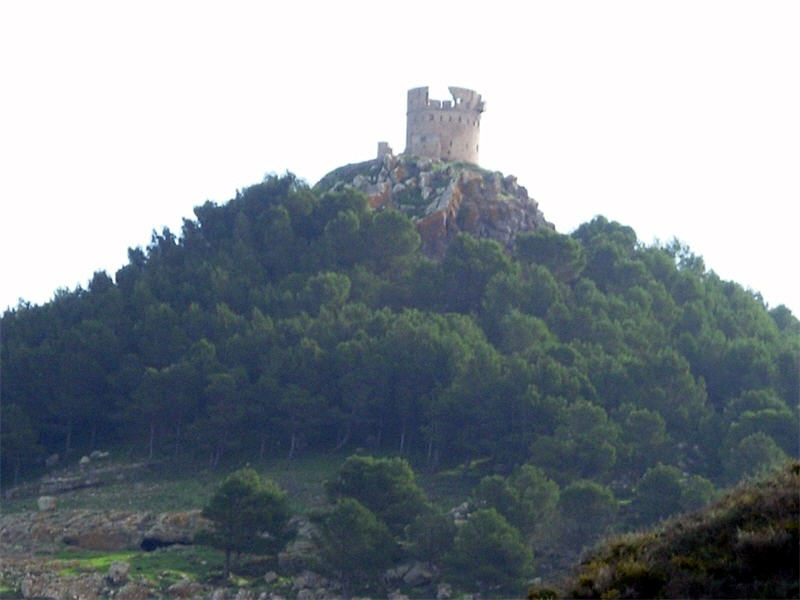
De Wattasiden hadden hun oorsprong hoog in het Rifgebergte. Daar lieten zij deze versterkte burcht bouwen.

De Wattasiden waren een sub-clan van de Meriniden, afkomstig uit het oosten van het Marokkaanse Rifgebergte, waar zij in Tazouda (net ten zuiden van Nador) hun residentie hadden. Net als hun voorgangers de Meriniden waren zij ook Zenata-Berbers. De Meriniden namen veel viziers van de Wattasiden aan. Deze viziers beschikten over een macht vergelijkbaar met die van de sultan. Ze namen in 1465 tijdens een opstand in Fes ook daadwerkelijk de macht over van de laatste Meriniden sultan Abu Mohammed Abd Al Haq, die voorheen in 1459 velen uit de familie der Wattasiden vermoordde.
Abu Abd Allah Al Sheikh Mohammed ibn Yahya Al Mahdi was de eerste Wattasidensultan, maar controleerde slechts noordelijk Marokko. In het zuiden werd de macht uitgeoefend door de Arabische Saadi-dynastie. De periode van 1465 tot 1472 was instabiel, en de laatste Marokkaanse bezittingen in Andalusië werden verloren. Ceuta was al door Portugal veroverd en in 1497 werd Melilla veroverd door Spanje. De Spanjaarden en Portugezen voerden verschillende militaire veldtochten uit in Marokko. Desondanks werden goede economische banden met de Iberiërs onderhouden.
De Wattasiden werden uiteindelijk in 1554 door de Arabische Saadidynastie verslagen.

## Viziers
- 1420-1448 : Abu Zakariya Yahya
- 1458-1459 : Yahya ibn Abi Zakariya Yahya

## Sultans
- 1472-1504 : Abu Abd Allah al-Sheikh Mohammed ibn Yahya
- 1504-1526 : Abu Abd Allah al-Burtuqali Mohammed ibn Mohammed
- 1526-1526 : Abu al-Hasan Abu Hasan Ali ibn Mohammed
- 1526-1545 : Abu al-Abbas Ahmad ibn Mohammed
- 1545-1547 : Nasir ad-Din al-Qasri Mohammed ibn Ahmad
- 1547-1549 : Abu al-Abbas Ahmad ibn Mohammed
- 1554-1554 : Abu al-Hasan Abu Hasun Ali ibn Mohammed